# Елфін-Коув (Аляска)
Елфін-Коув (англ. Elfin Cove) — переписна місцевість (CDP) в США, в окрузі Гуна-Ангун штату Аляска. Населення — 24 особи (2020).

## Географія
Елфін-Коув розташований за координатами 58°11′28″ пн. ш. 136°18′45″ зх. д. / 58.19111° пн. ш. 136.31250° зх. д. (58.191175, -136.312524).  За даними Бюро перепису населення США в 2010 році переписна місцевість мала площу 26,90 км², з яких 26,43 км² — суходіл та 0,47 км² — водойми.

### Клімат
Громада знаходиться у зоні, котра характеризується континентальним субарктичним кліматом. Найтепліший місяць — серпень із середньою температурою 12.6 °C (54.6 °F). Найхолодніший місяць — січень, із середньою температурою 0.6 °С (33 °F).
| Клімат Елфін-Коува      | Клімат Елфін-Коува | Клімат Елфін-Коува | Клімат Елфін-Коува | Клімат Елфін-Коува | Клімат Елфін-Коува | Клімат Елфін-Коува | Клімат Елфін-Коува | Клімат Елфін-Коува | Клімат Елфін-Коува | Клімат Елфін-Коува | Клімат Елфін-Коува | Клімат Елфін-Коува | Клімат Елфін-Коува |
| Показник                | Січ.               | Лют.               | Бер.               | Квіт.              | Трав.              | Черв.              | Лип.               | Серп.              | Вер.               | Жовт.              | Лист.              | Груд.              | Рік                |
| Середній максимум, °C   | 2,3                | 3                  | 4,4                | 7,7                | 10,9               | 13,2               | 14,3               | 15                 | 13,1               | 8,7                | 4,3                | 2,9                | 8,3                |
| Середня температура, °C | 0,6                | 1,1                | 2,1                | 4,8                | 7,9                | 10,6               | 12,2               | 12,6               | 10,7               | 6,7                | 2,6                | 1,3                | 6,1                |
| Середній мінімум, °C    | −1,2               | −0,8               | −0,2               | 1,9                | 4,9                | 7,9                | 9,9                | 10,1               | 8,2                | 4,7                | 0,9                | −0,3               | 3,9                |
| Норма опадів, мм        | 269.2              | 200.7              | 203.2              | 137.2              | 114.3              | 83.8               | 114.3              | 185.4              | 315                | 393.7              | 302.3              | 287                | 2603.5             |
| Днів з опадами          | 23,3               | 19                 | 19,6               | 17,9               | 17,1               | 17,1               | 18,8               | 20,1               | 22                 | 25,4               | 22,4               | 22,8               | 245,5              |
| Днів зі снігом          | 10,9               | 9,1                | 7,9                | 2,2                | 0                  | 0                  | 0                  | 0                  | 0                  | 1,3                | 6,3                | 9,1                | 46,8               |
| ----------------------- | ------------------ | ------------------ | ------------------ | ------------------ | ------------------ | ------------------ | ------------------ | ------------------ | ------------------ | ------------------ | ------------------ | ------------------ | ------------------ |
| Джерело: Weatherbase    |                    |                    |                    |                    |                    |                    |                    |                    |                    |                    |                    |                    |                    |

## Демографія
Згідно з переписом 2010 року, у переписній місцевості мешкало 20 осіб у 13 домогосподарствах у складі 4 родин. Густота населення становила 1 особа/км².  Було 28 помешкань (1/км²).
Расовий склад населення:
| - 70,0 % — білих - 5,0 % — корінних американців |

До двох чи більше рас належало 25,0 %. Частка іспаномовних становила 0,0 % від усіх жителів.
За віковим діапазоном населення розподілялося таким чином: 10,0 % — особи молодші 18 років, 65,0 % — особи у віці 18—64 років, 25,0 % — особи у віці 65 років та старші. Медіана віку мешканця становила 55,0 року. На 100 осіб жіночої статі у переписній місцевості припадало 233,3 чоловіків;  на 100 жінок у віці від 18 років та старших — 260,0 чоловіків також старших 18 років.
Середній дохід на одне домашнє господарство  становив 87 970 доларів США (медіана — 106 667), а середній дохід на одну сім'ю — 87 970 доларів (медіана — 106 667). 
Цивільне працевлаштоване населення становило 17 осіб. Основні галузі зайнятості: транспорт — 29,4 %, будівництво — 29,4 %, роздрібна торгівля — 23,5 %.